# Beaumont-le-Roger
Beaumont-le-Roger är en kommun i departementet Eure i regionen Normandie i norra Frankrike. Kommunen ligger i kantonen Beaumont-le-Roger som tillhör arrondissementet Bernay. År 2022 hade Beaumont-le-Roger 2 767 invånare.

## Befolkningsutveckling
Antalet invånare i kommunen Beaumont-le-Roger
Referens:INSEE